# Naturschutzgebiet Knäppchen
Das Naturschutzgebiet Knäppchen ist ein 1,5 ha großes Naturschutzgebiet (NSG) südöstlich von Silbach im Stadtgebiet von Winterberg. Das Gebiet wurde 2008 mit dem Landschaftsplan Winterberg durch den Hochsauerlandkreis als (NSG) ausgewiesen. Das NSG umfasst den dortigen Rotbuchenwald. Im NSG gibt es bis zu 4 m hohe Diabasfelsen.

## Schutzzweck
Das Naturschutzgebiet wurde zur Erhaltung und Entwicklung eines Waldes und als Lebensraum gefährdeter Tier- und Pflanzenarten ausgewiesen. Wie bei anderen Naturschutzgebieten in Deutschland wurde in der Schutzausweisung darauf hingewiesen, dass das Gebiet „wegen der landschaftlichen Schönheit und Einzigartigkeit“ zum Naturschutzgebiet wurde.